# Asaa Sogn
Asaa Sogn er et sogn i Brønderslev Provsti (Aalborg Stift).
I 1887 blev Asaa Kirke opført som filialkirke, og Asaa blev et kirkedistrikt i Dronninglund Sogn, som hørte til Dronninglund Herred i Hjørring Amt. I 1914 indgik Melholt og Asaa kirkedistrikter i Asaa-Melholt Sogn sammen med en del af Ulsted Sogn i Kær Herred (Aalborg Amt).
Asaa-Melholt blev ikke en selvstændig sognekommune, men forblev en del af Dronninglund sognekommune. Den blev ved kommunalreformen i 1970 kernen i Dronninglund Kommune, som ved strukturreformen i 2007 indgik i Brønderslev Kommune.
Da kirkedistrikterne blev afskaffet 1. oktober 2010, blev Melholt Kirkedistrikt udskilt af Asaa Sogn som det selvstændige Melholt Sogn.
I Asaa og Melholt sogne findes følgende autoriserede stednavne:
- Agerbæk (bebyggelse)
- Asaa (bebyggelse, ejerlav, vandareal)
- Asaa Hede (bebyggelse)
- Bolleskov (bebyggelse)
- Bovet (bebyggelse)
- Geraa (bebyggelse, ejerlav)
- Geraa Enge (bebyggelse)
- Geraa Rimmer (bebyggelse)
- Kibsgård Hede (bebyggelse)
- Kovshede (bebyggelse)
- Kovsholt (bebyggelse)
- Melholt (bebyggelse, ejerlav)
- Melholt Rimmer (areal)
- Melholtgård Skov (areal)
- Mørkholt (bebyggelse)
- Nymark (bebyggelse)
- Rimmen (bebyggelse)
- Skellet (bebyggelse)
- Skellets Mark (bebyggelse)
- Skotland (bebyggelse)
- Skovengen (bebyggelse)
- Smalby (bebyggelse)
- Snørholt (bebyggelse)
- Solholt Hede (bebyggelse)
- Sønder Sørå (bebyggelse)
- Søndermarken (bebyggelse)
- Sørå (bebyggelse)
- Vester Melholt (bebyggelse)
- Øster Melholt (bebyggelse)
- Åkær (bebyggelse)